# حمامات عفرا
حمامات عفرا هي حمامات مياه معدنية تقع على بعد 26 كيلومتراً شمالي من مدينة الطفيلة في جنوب الأردن تنطلق المياه الحارة من أكثر من 15 مصدراً أو ينبوعاً تتراوح حرارتها في المتوسط ما بين 45 - 48 ºم لتشكل سيولاً وشلالات تتجمع في برك مائية تمتلئ بالمعادن الشافية. تضم منطقة حمامات عفرا مركزاً للخدمات السياحية وعيادات طبية لأغراض السياحة العلاجية. مياه حمامات عفرا ذات خصائص علاجية مميزة في معالجة العقم، وتصلب الشرايين، وفقر الدم، والروماتيزم والكثير من الأمراض المزمنة.

## التاريخ
استخدمت حمامات عفرا منذ قديم الزمان لغايات العلاج، ويعود استخدامها لزمن الرومان. فبعد أن احتل الرومان جنوب الأردن عام (106) ميلادية، استخدم بعض الميسورين من الشعب وطبقة الحكم الارستقراطية، المياه المعدنية للعلاج بعفرا في الأردن. استشهد، عندها فروة بن عمرو الجذامي، بسبب إسلامه ليكون أول عربي شهيد في بلاد الشام وذلك بعد أن أعلن إسلامه وقد كان والياً على بعض مناطق الشام من قِبل الرومان.

## الموقع
يقع وادي عفرا شمال مدينة الطفيلة. يحدد بخطوط عرض 35.35 º و 36.38 º شرق غرب ودرجتي طول 31.54º جنوب شمال.

## التضاريس
يبلغ طول الوادي 15 كم.
ينبع من أعلى الوادي عدة ينابيع حارة تخرج من طبقات رمل الكرنب.
هنالك ينبوع بارد وسط المياه الحارة دليل على اختلاف المصدر الجيولوجي المزود للماء.
يبلغ معدل التدفق للمياه الحارة 500 لتر / ثانية .
تتراوح درجة حرارة المياه من ( 47 ºم - 55 ºم ) .